# EC 1834

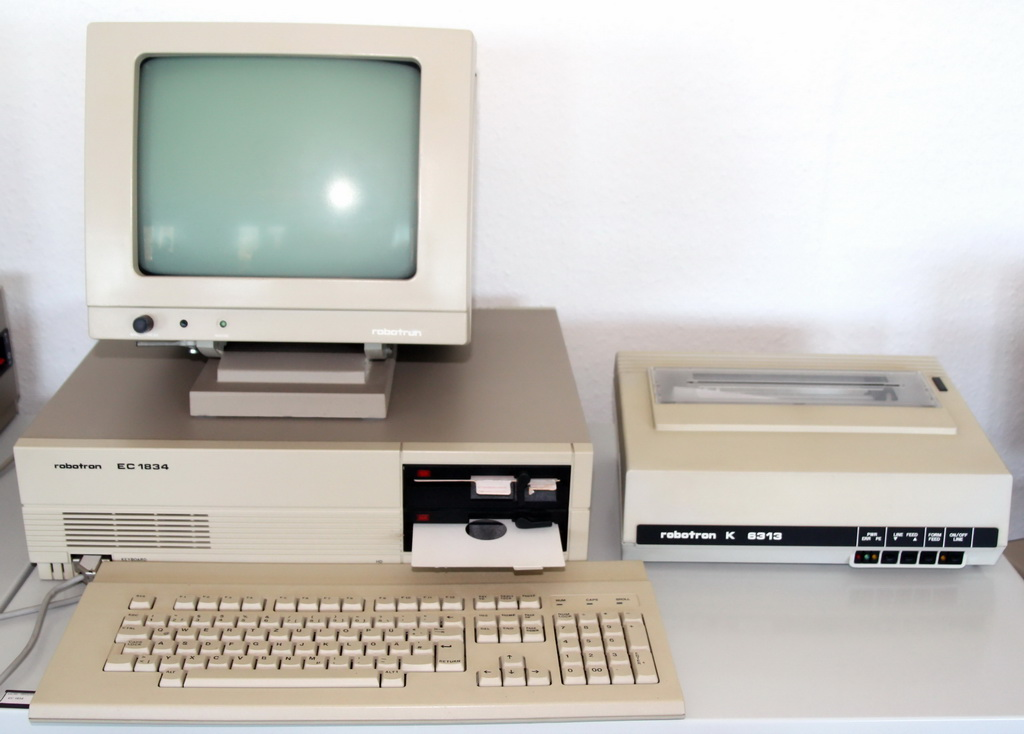
EC 1834 an Bildschirm K 7229.25 mit Drucker K 6313

Der Personal Computer EC 1834 wurde ab 1986 in der DDR vom VEB Robotron-Elektronik Dresden, Fachgebiet Geräte E2 Karl-Marx-Stadt als Hauptentwickler gemeinsam mit dem VEB Buchungsmaschinenwerk Karl-Marx-Stadt (jetzt Chemnitz) und dem VEB Robotron-Büromaschinenwerk „Ernst Thälmann“ Sömmerda entwickelt und in beiden Werken hergestellt. Es wurden etwa 34.000 EC 1834 sowie etwa 120 Funktionsmuster des Modells EC 1834.01/EC 1834.M gebaut.

## Hardware
Der Personalcomputer robotron EC 1834 (Gestaltung Kollektiv Robotron) wurde im Frühjahr 1988 anlässlich der Leipziger Messe als Gutes Design ausgezeichnet. Der EC 1834 stellte einen IBM-PC-XT-kompatiblen PC dar und wurde mit einer mit 4,9152 MHz getakteten Intel-8086-kompatiblen CPU K1810WM86 ausgestattet. Ein Sockel für einen mathematischen Koprozessor (K1810WM87 oder Intel 8087 waren einsetzbar) war vorhanden. Er verfügte über zwei 5,25 Zoll Diskettenlaufwerke (doppelseitig, je 720 KB Kapazität), eine Festplatte (meist zu 20 MB, z. T. aber auch 40 MB, davon waren aber anfänglich nur 32 MB nutzbar), und hatte einen Hauptspeicher von 256 KB. Der Arbeitsspeicher konnte mit einer zusätzlichen Speichererweiterung (Kapazität: 384 KB) auf 640 KB – damals Grenze des Konventionellen Speichers – erweitert werden.
Die erste Bauserie wurde z. T. auch ohne Festplatte, dafür aber mit bis zu vier Diskettenlaufwerken ausgeliefert. Ein Teil der Geräte mit Festplatte hatte aber auch nur ein Diskettenlaufwerk. Es soll auch Geräte mit zwei Festplatten gegeben haben. Neben den K 5504.20 / K 5504.50 von Robotron kamen auch bulgarische Festplatten und „West-Importe“ (u. a. MFM-Festplatten der Firma Seagate) zum Einsatz.
In der ursprünglichen Ausführung hatte der EC 1834 acht Steckplätze mit einem dreireihigen EFS-Steckverbinder. Diese waren zwar elektrisch mit dem XT-Bus kompatibel, jedoch mechanisch verschieden. Eine modernere Variante (EC 1834.01, auch EC 1834.M genannt) hatte auch einige 8 Bit-ISA-Steckplätze, in die dann auch westliche ISA-Karten (z. B. VGA-Grafikkarten oder ähnliche) passten.
Der Grafikcontroller war ein U82720. Optional konnte der EC 1834 mit einem Farbgrafik-Adapter aufgerüstet werden, welcher ebenfalls eine Eigenentwicklung von Robotron war. Dieser war (durch einen Emulationslayer) kompatibel zum Grafikstandard CGA (hardwarenahe Spiele liefen problemlos auf dieser Emulation, im Gegensatz zur IBM-VGA-Karte) und unterstützte folgende Auflösungs-Modi:
- 320 × 200 mit 4 Farben (CGA kompatibel)
- 640 × 200 monochrom
- 640 × 400 monochrom
- 640 × 480 mit 16 Farben aus einer Palette von 4.096 Farben (3x 4 bit)

## Betriebssysteme/Software
Als Betriebssysteme für den EC 1834 kamen entweder DCP in den Versionen 3.20 oder 3.30 oder der UNIX-Klon MUTOS1834 zum Einsatz. Alternativ kann der EC 1834 aber auch mit CP/M-86 oder DOS betrieben werden.

## Vorgänger und Nachfolger
Der EC 1834 sollte bis Anfang der 1990er Jahre die in der Produktion weitaus teureren, materialintensiveren Computer A 7100 (inkompatibel zu IBM-XT) und A 7150 (kompatibel zu IBM XT durch langsamen Grafik-Emulation-Layer) ablösen.
1988 wurde die Entwicklung eines IBM AT-kompatiblen Nachfolgers, dem EC 1835 begonnen, jedoch kam es bei diesem Computer (der u. a. mit einem U80601-Prozessor ausgerüstet werden sollte) nicht mehr zur Serienproduktion. Von diesem Nachfolger wurden nur etwa 20 Funktionsmuster gebaut.